# Cesarina Tibiletti
Cesarina Tibiletti (Milano, 17 novembre 1920 – Milano, 7 novembre 2005) è stata una matematica italiana.

## Biografia
Cesarina Tibiletti nacque a Milano il 17 novembre del 1920 e qui compì i primi studi. Il 30 giugno 1943 conseguì, con lode, la laurea in Scienze matematiche presso l'Università degli Studi di Milano, discutendo una tesi in Geometria algebrica sotto la guida del professor Oscar Chisini, a quel tempo direttore dell'Istituto di matematica dell'Università di Milano, del quale era stato fondatore insieme a Gian Antonio Maggi e Giulio Vivanti nel 1929.
Conseguita la laurea, Cesarina Tibiletti si trattenne all'istituto di formazione prima come assistente volontaria e successivamente come assistente di ruolo alla cattedra di "Geometria analitica con elementi di proiettiva e Geometria descrittiva con disegno". Nel 1947 la sua determinata predisposizione alla ricerca matematica la fece entrare a far parte dell'Unione Matematica Italiana. Dal 1950 fu professore incaricato del corso di "Matematiche elementari da un punto di vista superiore"; inoltre nel 1954 conseguì la libera docenza in Geometria algebrica.

## Pubblicazioni
Sul problema di Apollonio, «Periodico di matematiche», 1946-47.
Equazioni di IV grado risolubili per radicali, «Periodico di matematiche», 1947.
Integrazione grafica delle equazioni differenziali, «Rendiconti dell'Istituto lombardo di scienze e lettere», 1949.
Sulle curve intersezioni complete di due superficie, «Annali di matematica pura e applicata», vol. XXI, 1950.
Alcune estensioni di un teorema di Noether, «Rendiconti di matematica e delle sue applicazioni», vol. 10, 1951.
L'evoluzione della geometria secondo le idee di Klein, «Periodico di matematiche», 1951.
Le trecce algebriche,  «Rendiconti dell'Istituto lombardo di scienze e lettere», 1952.
Rappresentazioni classiche e moderne dei gruppi astratti, «Rendiconti del seminario matematico e fisico di Milano", vol. 29, 1958.
Sui prodotti ordinati di gruppi finiti, «Bollettino dell'Unione matematica italiana», s. 3., vol. 13, 1958.
Una scomposizione del prodotto sghembo di Rédei, «Rendiconti del seminario matematico dell'Università e del Politecnico di Torino», vol. 17, 1958.
Un complemento al teorema d'esistenza di Riemann, «Rendiconti dell'Istituto lombardo. Classe di scienze (A) », vol. 92, 1958.
Operatori idempotenti nel reticolo dei sottogruppi di un gruppo, Istituto nazionale di alta matematica, Symposia mathematica, 1, 1968.
Operatori (k) - semplici normali su un reticolo completo e questioni d'immersione, «Periodico di matematiche», 46, 1968.
Pseudosottoreticoli ed immersioni in reticoli distributivi, «Rendiconti dell'Istituto lombardo- Accademia di scienze e lettere», n. 29, 1969-70.
Su alcuni reticoli legati ad un gruppo, «Rendiconti dell'Istituto lombardo- Accademia di scienze e lettere», vol. 106, 1972.
Gruppi con complessi a normalità transitiva, «Annali di matematica pura ed applicata», 6, 98, 1974.
Alcuni reticoli di complessi di un gruppo, Milano, Istituto di matematica dell'università di Milano, 1976.
(con C. Bonzini, A. Cherubini), Semigroups: algebraic theory and applications to formal languages and codes, Singapore, World Scientific, 1993.